# Đội tuyển Fed Cup Litva
Đội tuyển Fed Cup Litva đại diện Litva ở giải đấu quần vợt Fed Cup và được quản lý bởi Hiệp hội quần vợt Litva.
Giai đoạn 2009–2010 Litva không tham gia Fed Cup. Họ trở lại Nhóm III năm 2011 và ở lại nhóm đến năm 2012. Năm 2012 Litva thắng trận play-off trước Maroc và giành quyền lên chơi ở Nhóm II năm sau.

## Đội hình hiện tại (2017)
- Joana Eidukonytė
- Paulina Bakaitė
- Gerda Zykutė

## Lịch sử
Litva tham dự kì Fed Cup đầu tiên vào năm 1992. Thành tích tốt nhất của đội là 5 lần xuất hiện ở Nhóm I.
Các vận động viên Litva đại diện cho Liên Xô trước năm 1993.